# Gelliodes callista
Gelliodes callista är en svampdjursart som beskrevs av de Laubenfels 1954. Gelliodes callista ingår i släktet Gelliodes och familjen Niphatidae.
Artens utbredningsområde är Palau. Inga underarter finns listade i Catalogue of Life.